# Obaix
Obaix is een dorp in de Belgische provincie Henegouwen, en een deelgemeente van de Waalse gemeente Pont-à-Celles.
Obaix was een zelfstandige gemeente, tot die bij de gemeentelijke herindeling van 1977 toegevoegd werd aan de gemeente Pont-à-Celles.

## Bezienswaardigheden
- De Onze-Lieve-Vrouwekerk (Église Sainte-Vierge) is een neoclassicistisch kerkgebouw van 1845.

## Natuur en landschap
De hoogte aan de kerk bedraagt 136 meter.

## Politiek

### Lijst van burgemeesters
- (XVIIIe eeuw): Nicolas Gabriel Brion, "mayeur d'Obay"[1]
- (1861): J.B. Degauquier, "schepen, dan burgemeester sinds 43 jaren" in 1861[2][3]
- 1867-1868: J.J. Durieu[4][5]
- (1875, 1887): Antoine Campion[6][7]

## Demografische ontwikkeling
- Bronnen:NIS, Opm:1831 tot en met 1970=volkstellingen

## Trivia
Marc Dutroux woonde in Obaix nadat zijn ouders gescheiden waren.

## Nabijgelegen kernen
Buzet, Rosseignies, Pont-à-Celles, Luttre